# Giải bóng đá hạng nhì quốc gia Cộng hòa Síp 2005–06
Giải bóng đá hạng nhì quốc gia Cộng hòa Síp 2005–06 là mùa giải thứ 51 của bóng đá hạng nhì Cộng hòa Síp. AEP Paphos giành danh hiệu đầu tiên.

## Thể thức thi đấu
Có 14 đội tham gia Giải bóng đá hạng nhì quốc gia Cộng hòa Síp 2005–06. Tất cả các đội đều thi đấu 2 trận, một trân sân nhà và một trận sân khách. Đội nhiều điểm nhất sẽ lên ngôi vô địch. Ba đội đầu bảng thăng hạng Giải bóng đá hạng nhất quốc gia Cộng hòa Síp 2006–07 và ba đội cuối bảng xuống hạng Giải bóng đá hạng ba quốc gia Cộng hòa Síp 2006–07.

### Hệ thống điểm
Các đội bóng nhận 3 điểm cho một trận thắng, 1 điểm cho một trận hòa và 0 điểm cho một trận thua.

## Thay đổi so với mùa giải trước
Các đội thăng hạng Giải bóng đá hạng nhất quốc gia Cộng hòa Síp 2005–06
- APOP Kinyras
- APEP
- THOI Lakatamia

Các đội xuống hạng từ Giải bóng đá hạng nhất quốc gia Cộng hòa Síp 2004–05
- AEP Paphos
- Alki Larnaca
- Aris Limassol

Các đội thăng hạng từ Giải bóng đá hạng ba quốc gia Cộng hòa Síp 2004–05
- SEK Agiou Athanasiou
- Elpida Xylofagou
- Iraklis Gerolakkou

Các đội xuống hạng Giải bóng đá hạng ba quốc gia Cộng hòa Síp 2005–06
- ASIL Lysi
- Ermis Aradippou
- Akritas Chlorakas

## Bảng xếp hạng
| Vị thứ | Đội                  | St. | T. | H. | B. | BT. | BB. | HS. | Đ. | Ghi chú                                                                  |
| ------ | -------------------- | --- | -- | -- | -- | --- | --- | --- | -- | ------------------------------------------------------------------------ |
| 1      | AEP Paphos           | 26  | 17 | 6  | 3  | 69  | 23  | 46  | 57 | Vô địch-thăng hạng Giải bóng đá hạng nhất quốc gia Cộng hòa Síp 2006–07. |
| 2      | Aris Limassol        | 26  | 18 | 2  | 6  | 66  | 36  | 30  | 56 | Thăng hạng Giải bóng đá hạng nhất quốc gia Cộng hòa Síp 2006–07.         |
| 3      | Ayia Napa            | 26  | 14 | 6  | 6  | 48  | 27  | 21  | 48 | Thăng hạng Giải bóng đá hạng nhất quốc gia Cộng hòa Síp 2006–07.         |
| 4      | Alki Larnaca         | 26  | 12 | 5  | 9  | 48  | 34  | 14  | 41 |                                                                          |
| 5      | Omonia Aradippou     | 26  | 9  | 10 | 7  | 33  | 29  | 4   | 37 |                                                                          |
| 6      | MEAP Nisou           | 26  | 9  | 9  | 8  | 38  | 36  | 2   | 36 |                                                                          |
| 7      | Doxa Katokopias      | 26  | 8  | 11 | 7  | 37  | 30  | 7   | 35 |                                                                          |
| 8      | Chalkanoras Idaliou  | 26  | 9  | 7  | 10 | 37  | 35  | 2   | 34 |                                                                          |
| 9      | Anagennisi Deryneia  | 26  | 9  | 5  | 12 | 39  | 47  | -8  | 32 |                                                                          |
| 10     | Onisilos Sotira      | 26  | 8  | 8  | 10 | 33  | 42  | -9  | 32 |                                                                          |
| 11     | Iraklis Gerolakkou   | 26  | 8  | 7  | 11 | 33  | 50  | -17 | 31 |                                                                          |
| 12     | Elpida Xylofagou     | 26  | 8  | 3  | 15 | 27  | 44  | -17 | 27 | Xuống hạng Giải bóng đá hạng ba quốc gia Cộng hòa Síp 2006–07.           |
| 13     | Ethnikos Assia       | 26  | 7  | 5  | 14 | 41  | 50  | -9  | 26 | Xuống hạng Giải bóng đá hạng ba quốc gia Cộng hòa Síp 2006–07.           |
| 14     | SEK Agiou Athanasiou | 26  | 1  | 6  | 19 | 19  | 85  | -66 | 9  | Xuống hạng Giải bóng đá hạng ba quốc gia Cộng hòa Síp 2006–07.           |

Hệ thống điểm: Thắng=3 điểm, Hòa=1 điểm, Thua=0 điểm
Quy tắc xếp hạng: 1) Điểm, 2) Hiệu số, 3) Bàn thắng

## Kết quả
| ↓Home / Away→ | ANP | AEP | ALK | ANG | ARS | DXK | ETH | ELP | IRK | MPN | OMN | ONS | SEK | CHL |
| ------------- | --- | --- | --- | --- | --- | --- | --- | --- | --- | --- | --- | --- | --- | --- |
| Ayia Napa     |     | 2-2 | 3-3 | 4-3 | 0-3 | 3-1 | 4-1 | 0-1 | 1-0 | 3-0 | 1-0 | 2-1 | 6-0 | 2-0 |
| AEP           | 3-0 |     | 3-0 | 5-0 | 3-0 | 1-1 | 2-1 | 7-1 | 2-3 | 4-2 | 3-2 | 5-2 | 7-0 | 2-0 |
| Alki          | 1-0 | 2-0 |     | 2-3 | 1-0 | 3-0 | 3-1 | 3-0 | 3-0 | 1-1 | 0-2 | 4-1 | 8-1 | 0-2 |
| Anagennisi    | 2-0 | 0-2 | 1-1 |     | 2-5 | 3-0 | 3-2 | 0-0 | 1-2 | 1-2 | 3-1 | 0-0 | 1-0 | 1-2 |
| Aris          | 2-2 | 1-2 | 2-1 | 3-2 |     | 1-1 | 2-0 | 3-1 | 4-1 | 4-0 | 2-0 | 6-1 | 4-1 | 3-2 |
| Doxa          | 1-1 | 1-1 | 2-1 | 2-2 | 5-0 |     | 2-2 | 2-1 | 2-0 | 0-0 | 0-1 | 3-0 | 4-0 | 1-1 |
| Ethnikos      | 0-3 | 1-3 | 2-0 | 1-3 | 2-5 | 1-3 |     | 1-0 | 4-0 | 2-1 | 2-2 | 4-0 | 6-1 | 3-1 |
| Elpida        | 1-0 | 1-1 | 2-3 | 1-0 | 1-7 | 1-0 | 1-1 |     | 1-0 | 0-1 | 0-1 | 2-0 | 5-1 | 3-0 |
| Iraklis       | 1-1 | 0-7 | 1-3 | 0-2 | 1-3 | 1-0 | 2-1 | 1-0 |     | 3-3 | 2-2 | 0-0 | 3-0 | 2-2 |
| MEAP          | 0-2 | 1-1 | 2-1 | 4-1 | 1-2 | 1-2 | 2-0 | 1-0 | 0-0 |     | 0-0 | 2-2 | 3-0 | 1-1 |
| Omonia        | 0-2 | 0-1 | 0-0 | 3-2 | 1-0 | 1-1 | 2-1 | 2-0 | 2-2 | 2-3 |     | 1-1 | 3-0 | 0-0 |
| Onisilos      | 0-2 | 2-0 | 2-0 | 1-1 | 3-0 | 1-1 | 3-0 | 4-1 | 1-2 | 2-1 | 2-2 |     | 0-0 | 0-1 |
| SEK           | 1-4 | 0-0 | 1-1 | 1-2 | 1-2 | 2-2 | 1-1 | 3-2 | 0-3 | 2-2 | 1-3 | 2-3 |     | 0-4 |
| Chalkanoras   | 0-0 | 0-2 | 2-3 | 3-0 | 1-2 | 1-0 | 1-1 | 2-1 | 5-3 | 0-4 | 0-0 | 0-1 | 6-0 |     |